# محمد کنو
محمد کنو (عربی: محمد إبراهيم كنو؛ زادهٔ ۲۲ سپتامبر ۱۹۹۴) یک بازیکن فوتبال اهل عربستان سعودی است.
از باشگاه‌هایی که در آن بازی کرده‌است می‌توان به الهلال عربستان |پیام عامری اشاره کرد 
وی همچنین در تیم ملی فوتبال زیر ۲۳ سال عربستان بازی کرده‌است.